# Sättna församling
Sättna församling är en församling i Medelpads kontrakt i Härnösands stift. Församlingen ingår i Medelpads norra pastorat och ligger i Sundsvalls kommun i Västernorrlands län, Medelpad.

## Administrativ historik
Församlingen har medeltida ursprung.
Församlingen var till 1822 annexförsamling i pastoratet Selånger, Sättna och Sundsvall. Efter att Sundsvalls församling brutits ut 1822 var församlingen annexförsamling i pastoratet Selånger och Sättna. Från 1873 till en tidpunkt efter 1998 men före 2003 utgjorde församlingen ett eget pastorat. Från en tidpunkt efter 1998 men före 2003 är församlingen annexförsamling i pastoratet Indal, Sättna, Liden och Holm. 1 januari 2025 blev församlingen en del av Medelpads norra pastorat.

## Kyrkor
- Sättna kyrka